# Parafia Jefferson Davis
Parafia Jefferson Davis (ang. Jefferson Davis Parish) – parafia cywilna w stanie Luizjana w Stanach Zjednoczonych. Obszar całkowity parafii obejmuje powierzchnię 658,56 mil2 (1 705,66 km²). Według danych z 2010 r. parafia miała 31 594 mieszkańców. Parafia powstała w 12 czerwca 1912 roku i nosi imię prezydenta Skonfederowanych Stanów Ameryki Jeffersona Davisa.

## Sąsiednie parafie
- Parafia Allen (północ)
- Parafia Evangeline (północny wschód)
- Parafia Acadia (wschód)
- Parafia Vermilion (południowy wschód)
- Parafia Cameron (południe)
- Parafia Calcasieu (zachód)
- Parafia Beauregard (północny zachód)

## Miasta
- Elton
- Jennings
- Lake Arthur
- Welsh

## Wioski
- Fenton

## CDP
- Lacassine
- Roanoke